# ضياء سلجوق
ضياء سلجوق (بالتركية: Ziya Selçuk)‏ (1 مايو عام 1961 -) سياسي وأكاديمي تركي ولد في العاصمة التركية أنقرة. وزير التربية الوطنية السابق في تركيا من 10 يوليو 2018. حتى 5 أغسطس 2021 وكان سابقًا أستاذًا للتربية في جامعة غازي.

## حياته وتعليمه
ولد سلجوق في الأول من مايو عام 1961 في قرية إميرلير في جولباشي في أنقرة. تخرج من كلية العلوم التربوية بجامعة أنقرة، وأكمل بعد ذلك درجة الماجستير في علم النفس التنموي. في عام 1989، أكمل دراسة الدكتوراه في جامعة هاسيتيب في التوجيه والإرشاد النفسي. تمت ترقيته إلى درجة أستاذ مشارك وأستاذ بكلية التربية بجامعة غازي.
له العديد من المؤلفات والمقالات المنشورة في مجلات علمية محكمة، في العديد من المجالات كالعلاقات الإنسانية، والتنمية، والتعليم، ونقص الإهتمام لدى الأطفال.
يجيد اللغة الإنجليزية، وهو متزوج وله ثلاثة أولاد

## حياته العلمية والسياسية
في عام 1989 أنهى دراسته للدكتوراة في الإرشاد النفسي والتوجيه من جامعة حجة تبة وكما حصل الوزير على درجتي الأستاذ المساعد، والأستاذ خلال عمله أكاديميا بجامعة غازي في العاصمة أنقرة.
ولقد ساهم سلجوق في إنشاء العديد من المؤسسات التربوية التعليمية الخاصة، إلى جانب جامعة «جمعية التربية التركية». كما أنه عضو مجلس إدارة مؤسسة «الذكاء» التركية، وعضو اللجنة التنفيذية للمؤسسة التركية للبحوث العلمية والتكنولوجية (توبيتاك).
وبين عامي 2003 و 2006 تولى الوزير السابق رئاسة مؤسسة التعليم والتربية، وأشرف على إصلاح المفردات الدراسية
ولقد مثل تركيا في المفاوضات التي تجريها أنقرة مع الاتحاد الأوروبي بخصوص انضمامها إليه ولقد وكان مسؤولًا عن فصل التربية والعلوم أحد فصول التفاوض.
في 6 أغسطس 2021 تم عزله من منصبه كوزير التربية والتعليم في تركيا وتم تعيين محمود عزير وزيرا للتربية والتعليم في تركيا